# 駐日盟軍總司令
驻日盟军总司令（縮寫SCAP）是1945年起美国远东军司令兼驻日美军总司令麥克阿瑟元帥在盟軍佔領日本時期擔任的一個職位，1951年由李奇微将军接任，至隔年盟軍結束佔領日本為止。其領導的盟軍最高司令官總司令部是盟軍佔領日本時期的最高權力機關，代表同盟國指揮日本政府的運作；該機關又譯為盟軍最高司令部或駐日盟軍總司令部，簡稱盟總，在日本通稱為總司令部（英語：General Headquarters）或進駐軍（日语：／ Shinchūgun），其中前者的縮寫「GHQ」被日本政界與民間廣泛使用。

## 沿革
在第二次世界大戰的太平洋戰爭結束後，为执行美国政府「单独占领日本」的政策，麦克阿瑟将军以「驻日盟军总司令」名义在日本东京都建立盟軍最高司令官總司令部，日本人稱之為「總司令部」，來自英文一詞，通稱「GHQ」。
隨著日本宣佈無條件投降，二戰正式終止。根據《波茨坦宣言》，盟軍于日本建立總司令部掌管日本的軍事佔領，並由美軍負責運作，而英聯邦佔領軍則進行中國地方和四國地方的佔領任務。1945年8月28日，第一批盟軍於橫濱登陸，並設立盟軍最高司令官總司令部；1945年8月30日，盟軍最高司令官麥克阿瑟也搭機抵達日本。1945年9月2日，日本正式簽署《降伏文書》。隨后到1952年4月28日期間，盟軍最高司令官總司令部透過日本國政府實行「間接統治」，主要大權均操在盟軍最高司令官總司令部手中。
1951年4月16日，麥克阿瑟與盟軍最高司令官總司令部民政局局長考特尼·惠特尼返回美國，马修·李奇微接任盟軍最高司令官。1952年4月28日，《舊金山和約》生效，盟軍最高司令官總司令部結束占領日本，日本恢復主權國家地位，在東京境內餘下的遠東司令部從丸之內的第一生命館遷至市谷的潘興高地（現防衛省市谷地區）並運作至1957年；而沖繩諸島等領土則遲至1972年才交還日本統治。

## 相關政策

### 战犯的逮捕
盟军占领后随即展开战争时期领导的逮捕行动，最后逮捕了包括战中时任首相东条英机等几十人。在后来的远东国际军事法庭上东条等7人被认定为甲级战犯并处以绞刑。其他多数也处以无期徒刑、有期徒刑或者禁锢（公职追放）刑。

### 公职追放
被认定为战争和大政翼赞会有关系的人，被禁止在政府机关等特定地点中就职。若为军人或者被认定为在战争中协助军队的政治家、思想家本人及三代内的亲属及血亲也同样被禁止在政府机关等地就职。除了政治家或者思想家外，中央的官僚以及地方的教师等也被波及，有说法认为最后被波及的总人数约为25万人。公职追放后日本的中央政府及地方政府的运作在事实上几近停止运行。战争中协助制作宣扬战争电影的东宝等电影界也受到波及。但是，以吉田茂和鸠山一郎的冲突开始，为了利用追放的日本人进行权力争夺等想法，以及为了未来的旧金山和约的签订做准备，时任国务院政策确定部长的乔治·凯南为了在美国中央政府和总司令部间进行调解而前往日本，并在1948年10月在总统的同意下进行以下提议：
- 占领政策重点由改革转为经济复兴
- 缓和追放政策，并在不久的未来取消
- 缩减占领军军费
- 渐渐停止对日本在战前的行为进行索赔
- 尽快缔结和平条约
- 和平条约的目的并非进行惩罚
- 冲绳应该长期驻军
- 增强日本的警察实力

因此方针，鸠山一郎及石桥湛山等旧军阀和政治家重回政治舞台。

## 延伸閱讀
- Bix, Herbert P.（英语：Herbert Bix） (2000). Hirohito and the Making of Modern Japan（英语：Hirohito and the Making of Modern Japan）. New York: HarperCollins. ISBN 978-0-06-019314-0; OCLC 247018161 （页面存档备份，存于）
- Dower, John W. (1999). Embracing Defeat: Japan in the Wake of World War II. New York: W. W. Norton. ISBN 978-0-393-04686-1; OCLC 39143090 （页面存档备份，存于）
- Gold, Hal. (2003). Japan's Wartime Human Experimentation and the Post-War Cover-up. Boston: Tuttle Publishing（英语：Tuttle Publishing）. ISBN 978-4-900737-39-6; OCLC 422879915
- Lind, Jennifer. (2008). Sorry States: Apologies in International Politics Ithaca: Cornell University Press（英语：Cornell University Press）. ISBN 978-0-8014-4625-2; OCLC 214322850
- Yoshida, Yukihiko, Jane Barlow and Witaly Osins, ballet teachers who worked in postwar Japan, and their students, Pan-Asian Journal of Sports & Physical Education, Vol.3(Sep), 2012.